# Stupor dysocjacyjny
Stupor dysocjacyjny – jedna z reakcji na szok psychiczny. Jest to drastyczne ograniczenie ruchów, przy jasnej świadomości.
Może występować nawet całkowity brak wypowiedzi (mutyzm),  pozorna obojętność, zachowanie demonstratywne i dobry kontakt, mimo pozorów zaburzeń świadomości.
Trwa zwykle krótko i może się przerodzić w fugę dysocjacyjną.

Przeczytaj ostrzeżenie dotyczące informacji medycznych i pokrewnych zamieszczonych w Wikipedii.